# Medaryville (Indiana)
Medaryville es un pueblo ubicado en el condado de Pulaski en el estado estadounidense de Indiana. En el Censo de 2010 tenía una población de 614 habitantes y una densidad poblacional de 516,49 personas por km².

## Geografía
Medaryville se encuentra ubicado en las coordenadas 41°4′49″N 86°53′26″O / 41.08028, -86.89056. Según la Oficina del Censo de los Estados Unidos, Medaryville tiene una superficie total de 1.19 km², de la cual 1.19 km² corresponden a tierra firme y (0%) 0 km² es agua.

## Demografía
Según el censo de 2010, había 614 personas residiendo en Medaryville. La densidad de población era de 516,49 hab./km². De los 614 habitantes, Medaryville estaba compuesto por el 94.79% blancos, el 0% eran afroamericanos, el 0.16% eran amerindios, el 0% eran asiáticos, el 0% eran isleños del Pacífico, el 3.42% eran de otras razas y el 1.63% pertenecían a dos o más razas. Del total de la población el 6.35% eran hispanos o latinos de cualquier raza.